# Nyírcsaholy
Nyírcsaholy là một thị trấn thuộc hạt Szabolcs-Szatmár-Bereg, Hungary. Thị trấn này có diện tích 34,34 km², dân số năm 2010 là 2136 người, mật độ 62 người/km².